# John Williams (coureur)
John Williams (27 mei 1946 - Belfast, 12 augustus 1978) was een Brits motorcoureur.
John Williams kwam uit Heswall (Cheshire). In 1966 begon hij met motorracen en in 1968 won hij met een 250 cc Ducati de "Stars of Tomorrow" meeting op Brands Hatch. In 1969 scoorde hij zijn eerste punten in het wereldkampioenschap wegrace, toen hij in  de Ulster Grand Prix achtste werd. 

## Carrière
In 1971 won hij voor het eerst een race van de Isle of Man TT, de Production 500 TT met een Honda. In 1972 won hij de Production 250 cc TT. In dat jaar reed hij ook zeer sterk in de Senior TT. Het grootste deel van de race reed hij op de tweede plaats tussen de MV Agusta-fabriekscoureurs Giacomo Agostini en Alberto Pagani, maar in de laatste ronde ging zijn Matchless G50 bij de Bungalow heel langzaam. Williams gaf echter niet op: vanaf Governor's Bridge duwde hij zijn machine naar de streep om van 36 finishers 28e te worden. 
Tot en met 1973 reed John Williams alleen in Groot-Brittannië. In de eerste jaren kon hij zo punten scoren voor het wereldkampioenschap, omdat de Ulster Grand Prix en de Isle of Man TT daar deel van uitmaakten. Na 1971 werd de Ulster Grand Prix van de WK-kalender geschrapt en na 1976 gebeurde dat ook met de TT. In 1973 was John bijzonder succesvol in Ulster. Hij was de eerste coureur die in Ulster drie races op één dag won. Hij werd in dat jaar professioneel coureur. 
In 1974 werd hij in de 250 cc klasse van de North West 200 tweede, maar hij won ook daar drie klassen: de 350-, 500- en 750 cc. In dat jaar ging hij ook voor het eerst deelnemen aan internationale- en WK-races op het Europese vasteland met 250-, 350 en 500 cc Yamaha's. Vanaf dat moment maakte John Williams deel uit van het Continental Circus, een grote groep privérijders die door Europa trok van race naar race. 
Zijn beste seizoen was dat van 1975, toen hij met een Yamaha TZ 500 vijfde werd in het wereldkampioenschap. Hij won in dat jaar ook de Classic TT, hij werd tweede in de Senior TT en derde in de Lightweight 250 cc TT. 
In 1976 werd hij opgenomen in het fabrieksteam van Suzuki: Texaco-Heron Suzuki GB, samen met Barry Sheene en John Newbold. Hij won de Grand Prix van België, maar maakte opnieuw veel indruk tijdens de Isle of Man TT: In de Senior TT verbeterde hij het ronderecord met bijna 3 mijl per uur tot 112,27 mph. In de laatste ronde verscheen hij nog op het scorebord, dat bijgehouden werd op basis van berichten uit Signpost Corner. Dáár was hij ook nog langs gereden, maar hij verscheen opnieuw duwend op Governor's Bridge, zonder brandstof. Hij bereikte op die manier de finish, aangemoedigd door het publiek, maar daar stortte hij uitgeput en gefrustreerd in elkaar. Hij werd als 7e geklasseerd, maar won later de 1.000 cc Classic TT. 
In 1977 werd John Williams weer privérijder, waarschijnlijk omdat het niet klikte tussen hem en eerste rijder Barry Sheene. Hij won de 500- en de 1.000 cc klassen van de Ulster Grand Prix en de 500 cc klasse en de Superbike Race van de North West 200. 
In 1978 won hij opnieuw de 500 cc klasse van de Ulster Grand Prix. In de 1.000 Classic TT, die voornamelijk met 750 cc machines werd uitgevochten, werd hij met een 500 cc Suzuki tweede.In de Formula One TT kreeg hij een fabrieks-Honda om Phil Read te ondersteunen. Hij werd er tweede mee, achter de legendarische Mike Hailwood, die de race met een Ducati won nadat hij elf jaar niet geracet had. 
Hij reed in dat jaar slechts één 500 cc WK-race, die in Silverstone, waarin hij uitviel terwijl hij aan de leiding lag. 

## Overlijden
John Williams won de 500 cc race tijdens de Ulster Grand Prix, maar verongelukte tijdens de 1.000 cc Formula One race. Hij was in een flauwe bocht (Wheeler's Corner) niet hard gevallen terwijl hij achter Tom Herron op de tweede plaats lag. Hij overleed dan ook onverwacht in het ziekenhuis. 
John Williams was getrouwd en had een zoon en hij was eigenaar van een boetiek in Heswall. 

## Wereldkampioenschap wegrace resultaten
(Races in vet zijn pole-positions; races in cursief geven de snelste ronde aan)
| Jaar | Klasse | Motorfiets            | 1       | 2       | 3       | 4      | 5       | 6       | 7      | 8       | 9      | 10     | 11      | 12      | 13     | 14 | 15 | Punten | Plaats | Overwinningen |
| ---- | ------ | --------------------- | ------- | ------- | ------- | ------ | ------- | ------- | ------ | ------- | ------ | ------ | ------- | ------- | ------ | -- | -- | ------ | ------ | ------------- |
| 1969 | 500 cc | Métisse-Matchless G50 | SPA -   | DUI -   | FRA -   | IOM -  | NED -   | BEL -   | DDR -  | TSJ -   | FIN -  | ULS 8  | NAT -   | JOE -   |        |    |    | 3      | 46e    | 0             |
| 1970 | 500 cc | Matchless G50         | DUI -   | FRA -   | JOE -   | IOM 5  | NED -   | BEL -   | DDR -  |         | FIN -  | ULS 9  | NAT -   | SPA -   |        |    |    | 8      | 24e    | 0             |
| 1971 | 350 cc | Arter-AJS 7R          | OOS -   | DUI -   | IOM 4   | NED -  |         | DDR -   | TSJ -  | ZWE -   | FIN -  | ULS 4  | NAT -   | SPA -   |        |    |    | 16     | 13e    | 0             |
| 1972 | 250 cc | Yamaha TD 3           | DUI -   | FRA -   | OOS -   | NAT -  | IOM 3   | JOE -   | NED -  | BEL -   | DDR -  | TSJ -  | ZWE -   | FIN -   | SPA -  |    |    | 10     | 18e    | 0             |
| 1972 | 350 cc | Honda                 | DUI -   | FRA -   | OOS -   | NAT -  | IOM DNF | JOE -   | NED -  |         | DDR -  | TSJ -  | ZWE -   | FIN -   | SPA -  |    |    | 0      | -      | 0             |
| 1973 | 250 cc | Yamaha TZ 250         | FRA -   | OOS -   | DUI -   | NAT -  | IOM 2   | JOE -   | NED -  | BEL -   | TSJ -  | ZWE -  | FIN -   | SPA -   |        |    |    | 12     | 17e    | 0             |
| 1973 | 350 cc | Yamaha TZ 350         | FRA -   | OOS -   | DUI -   | NAT -  | IOM 3   | JOE -   | NED -  |         | TSJ -  | ZWE -  | FIN -   | SPA -   |        |    |    | 10     | 20e    | 0             |
| 1974 | 250 cc | Yamaha TZ 250         |         | DUI -   |         | NAT -  | IOM -   | NED -   | BEL 9  | ZWE -   | FIN -  | TSJ -  | JOE -   | SPA -   |        |    |    | 2      | 42e    | 0             |
| 1974 | 350 cc | Yamaha TZ 350         | FRA 14  | DUI -   | OOS 9   | NAT -  | IOM -   | NED 8   |        | ZWE -   | FIN 9  |        | JOE -   | SPA -   |        |    |    | 7      | 29e    | 0             |
| 1974 | 500 cc | Yamaha TZ 500         | FRA 7   | DUI -   | OOS 8   | NAT -  | IOM -   | NED 10  | BEL 7  | ZWE 10  | FIN 6  | TSJ -  |         |         |        |    |    | 18     | 11e    | 0             |
| 1975 | 250 cc | Yamaha TZ 250         | FRA -   | SPA DNF |         | DUI -  | NAT -   | IOM 3   | NED -  | BEL 9   | ZWE -  | FIN 8  | TSJ -   | JOE -   |        |    |    | 15     | 14e    | 0             |
| 1975 | 350 cc | Yamaha TZ 350         | FRA 15  | SPA 10  | OOS DNF | DUI -  | NAT -   | IOM DNF | NED -  |         |        | FIN -  | TSJ -   | JOE -   |        |    |    | 1      | 48e    | 0             |
| 1975 | 500 cc | Yamaha TZ 500         | FRA -   |         | OOS -   | DUI -  | NAT -   | IOM 2   | NED 7  | BEL 5   | ZWE 3  | FIN -  | TSJ -   |         |        |    |    | 32     | 5e     | 0             |
| 1976 | 500 cc | Suzuki RG 500         | FRA DNF | OOS -   | NAT -   |        | IOM 7   | NED 6   | BEL 1  | ZWE -   | FIN -  | TSJ -  | DUI -   |         |        |    |    | 24     | 9e     | 1             |
| 1977 | 350 cc | Yamaha TZ 350         | VEN -   | OOS -   | DUI -   | NAT -  | SPA -   | FRA -   | JOE -  | NED -   |        | ZWE -  | FIN -   | TSJ -   | GB 3   |    |    | 10     | 22e    | 0             |
| 1977 | 500 cc | Suzuki RG 500         | VEN -   | OOS -   | DUI DNF | NAT 16 |         | FRA DNF |        | NED DNF | BEL 10 | ZWE 8  | FIN DNF | TSJ DNF | GB DNF |    |    | 4      | 26e    | 0             |
| 1978 | 250 cc | Yamaha TZ 250         | VEN -   | SPA -   |         | FRA -  | NAT -   | NED -   | BEL -  | ZWE -   | FIN -  | GB DNF | DUI -   | TSJ -   | JOE -  |    |    | 0      | -      | 0             |
| 1978 | 350 cc | Yamaha TZ 350         | VEN -   |         | OOS -   | FRA -  | NAT -   | NED -   |        | ZWE -   | FIN -  | GB DNF | DUI -   | TSJ -   | JOE -  |    |    | 0      | -      | 0             |
| 1978 | 500 cc | Suzuki RG 500         | VEN -   | SPA -   | OOS -   | FRA -  | NAT -   | NED DNF | BEL 12 | ZWE -   | FIN -  | GB 12  | DUI -   |         |        |    |    | 0      | -      | 0             |